# Sara Zaafarani
Sara Zaafarani Zenzari (àrab: سارة زعفراني زنزري, Sāra Zaʿfarānī Zanzarī) (Tunis, 26 de gener de 1963) és un enginyera i política tunisiana que va ser ministra d'Equipatge i Habitatge de l'11 d'octubre de 2021 al 21 de març de 2025 i primera ministra de Tunísia des del 21 de març de 2025. Va ser la tercera persona en ocupar el càrrec de primer ministre del país en menys de dos anys i la segona dona primera ministra de Tunísia. Va ser nomenada enmig d'una greu crisi financera al país. Parla quatre idiomes amb fluïdesa: àrab, francès, alemany i anglès. Es va llicenciar en enginyeria civil per l'Escola Nacional d'Enginyeria de Tunis i té un màster en enginyeria geotècnica per la Universitat de Hannover.